# Басангова, Кермен Маратовна
Кермен Маратовна Басангова (род. 24 мая 1974, пос. Советское Кетченеровского района, Калмыцкая АССР) — российский экономист, кандидат экономических наук, ректор Государственной полярной академии (2008—2014).

## Биография
Окончила Волгоградскую академию государственной службы при Президенте Российской Федерации по специальности «Государственное и муниципальное управление» (1996).
29.06.2006 г. присуждена степень -  кандидат экономических наук по специальности 08.00.05 «Экономика и управление народным хозяйством», тема диссертации: ««Экономическая безопасность как элемент региональной стратегии развития» на материалах республики Калмыкия, Санкт-Петербургский финансово-экономический университет.
Область научных интересов: Изучение процессов обеспечения экономической безопасности и управление развитием территорий.
Дополнительное образование:
- повышение квалификации преподавателей экономических дисциплин в рамках программы «Поддержка инноваций в высшем образовании» Национального фонда подготовки кадров (г. Москва) при поддержке Министерства образования и науки.
- повышение квалификации по программе «Управление качеством в образовании» в Санкт-Петербургском государственном электротехническом университете.
- повышение квалификации по программе «Внутренний аудит системы менеджмента качества» в учебно-методическом центре «Регистр-Консалтинг» (г. Санкт-Петербург).
- повышение квалификации в Санкт-Петербургском учебно-методическом центре по гражданской обороне, чрезвычайным ситуациям и пожарной безопасности по программе «Технология предупреждения и ликвидация чрезвычайных ситуаций мирного и военного времени».
- обучение в Российском государственном педагогическом университете им. А. И. Герцена по программе «Профилактика социальных отклонений (Превентология)».
- 2013 г. — повышение квалификации Общество «Знание» Центральный институт непрерывного образования по программе "Реформа образовательного права в РФ на современном этапе. Федеральный закон от 29.12.2012 г. № 273- ФЗ: « Об образовании в Российской Федерации: новации и особенности право применения»

Достижения в области культуры и межнациональных отношений: организовала и приняла участие в более 300 мероприятий, направленных на укрепление диалога культур, гармонизацию межнационального общения
Дополнительные обязанности, общественная работа:
- Руководитель рабочей группы «Инновационного территориального арктического кластера» Полярной комиссия Морского совета при Правительстве Санкт-Петербурга,2012-14г.;
- Заведующая отделением кафедры ЮНЕСКО «Теория образования в поликультурном обществе» по направлению "Культурное наследие и традиционное природопользование народов Севера, Сибири и Дальнего Востока;
- Руководитель проекта «Третий Международный Ноосферный северный форум» № 11-02-140043;
- Руководитель научного проекта «Деятельность Полярной комиссии по исследованию Арктики 1914—1936 г.», РГНФ
- 'Советник по образованию Европейской академии Естественных наук;
- 'Член Межведомственной рабочей группы по координации деятельности по контролю за реализацией Стратегии развития Арктической зоны Российской Федерации и обеспечения национальной безопасности на период до 2020 года;
- Учредитель Региональных общественных организаций «Ассоциация полярников», «РООСФИЗ», «Калмыцкое землячество в Санкт-Петербурге» ;
- Член редакционного совета журнала «INTER — NORD», Париж;
- Действительный член ноосферной общественной академии, «Арктической академии общественных наук»
- Член Русского Географического общества;
- Сопредседатель Общественного штаба реализации президентских программ.

## Награды и звания
- «Почётный работник высшего профессионального образования Российской Федерации»;
- Медаль «Лауреат ВВЦ» за высокие достижения в сохранении культурного наследия коренных малочисленных народов Севера, Сибири и Дальнего Востока;
- Юбилейный знак Республики Саха (Якутия), «380 лет Якутия с Россией»;
- Диплом ГУ МЧС по Санкт-Петербургу «За образцовую работу» и др.

## Политическая деятельность
В 2016 году баллотировалась в депутаты Государственной думы от партии «Коммунисты России» по 212-му (Западному) избирательному округу в Санкт-Петербурге.

## Покушение
21 апреля 2009 г. ряд СМИ со ссылкой на источник в правоохранительных  органах Санкт-Петербурга сообщили о том, что Кермен Басангова убита.